# Glossaire archéologique des armes
- Haut – A
- B
- C
- D
- E
- F
- G
- H
- I
- J
- K
- L
- M
- N
- O
- P
- Q
- R
- S
- T
- U
- V
- W
- X
- Y
- Z

## A
- Arbalète
- Arc
  - Arc composite
- Armure
  - Armure articulée à plaques
  - Armure plate
  - Armure de maille
- Arquebuse
- Aspis (bouclier en grec)

## B
- Baliste
- Boomerang
- Bouclier
- Broigne

## C
- Canon
- Carreau
- Casque
- Catapulte
- Cnémide (jambière grecque)
- Couvre-nuque

## D
- Dard

## E
- Écu
- Épée
- Épieu
- Espadon

## F
- Flèche
- Fronde

## G
- Gladius
- Grenade
- Guisarme

## H
- Hache (outil, arme)
- Hallebarde (arme)
- Haubert (protection du corps)
- Heaume (casque)
  - Heaume à nasal

## J
- Jambière (pièce d'armure), cnémide grecque
- Javeline
- Javelot

## L
- Lame (outil, arme)
- Lance

## M
- Mangonneau
- Masse
- Masse d'armes
- Morgenstern
- Mousquet

## P
- Pilum
- Pique

## S
- Salade (casque)
- Sarisse (lance)

## T
- Tortue (engin militaire)
- Trébuchet

## V
- Vouge